# Johaneko Louis-Jean
Johaneko Louis-Jean (Bayona, Nueva Aquitania, Francia, 28 de junio de 2004) es un futbolista francés que juega de lateral en el Bilbao Athletic de Primera Federación

## Trayectoria
Natural de Bayona, Johaneko se inició como futbolista en las categorías inferiores del Labenne OSC (2010-2014) y Aviron Bayonnais (2014-2019). Además, en diciembre de 2016 disputó un torneo amistoso con el Athletic Club.En 2019, con quince años, se incorporó a la cantera del Girondins Bourdeaux. El 2 de enero de 2022 hizo su debut profesional con el Girondins en una derrota por 3-0, en la Copa de Francia, ante el Brest.El 21 de mayo debutó en Ligue 1 en un triunfo ante el Brest (2-4), que certificó el descenso del club como colista. En la campaña 2022-23 sufrió diversas lesiones y apenas disputó ocho encuentros en Ligue 2.
El 1 de septiembre de 2023 fue cedido por una temporada al CD Lugo de Primera Federación.En el club lucense disputó veinte encuentros de Liga y tres de Copa.El 7 de agosto de 2024 firmó un contrato de dos temporadas con el Bilbao Athletic, filial del Athletic Club.En el filial rojiblanco alternó las posiciones de lateral derecho e izquierdo.

## Clubes
| Club               | País    | Año       |
| ------------------ | ------- | --------- |
| Girondins Bordeaux | Francia | 2022-2024 |
| CD Lugo (cedido)   | España  | 2023-2024 |
| Bilbao Athletic    | España  | 2024-Act. |

## Selección nacional
Fue internacional en diez ocasiones con la selección francesa sub-18, con la que logró los Juegos Mediterráneos en 2022. También fue internacional en dos ocasiones con la selección sub-19.